# Mount Vic
Mount Vic är ett berg i Kanada. Det ligger i provinsen British Columbia, i den sydvästra delen av landet, 3 500 km väster om huvudstaden Ottawa. Toppen på Mount Vic är 3 005 meter över havet, eller 707 meter över den omgivande terrängen. Bredden vid basen är 14,0 km.
Terrängen runt Mount Vic är huvudsakligen kuperad, men västerut är den bergig.Trakten runt Mount Vic är nära nog obefolkad, med mindre än två invånare per kvadratkilometer.. Det finns inga samhällen i närheten.
Trakten runt Mount Vic består i huvudsak av gräsmarker.